# Finanzas públicas de la República romana

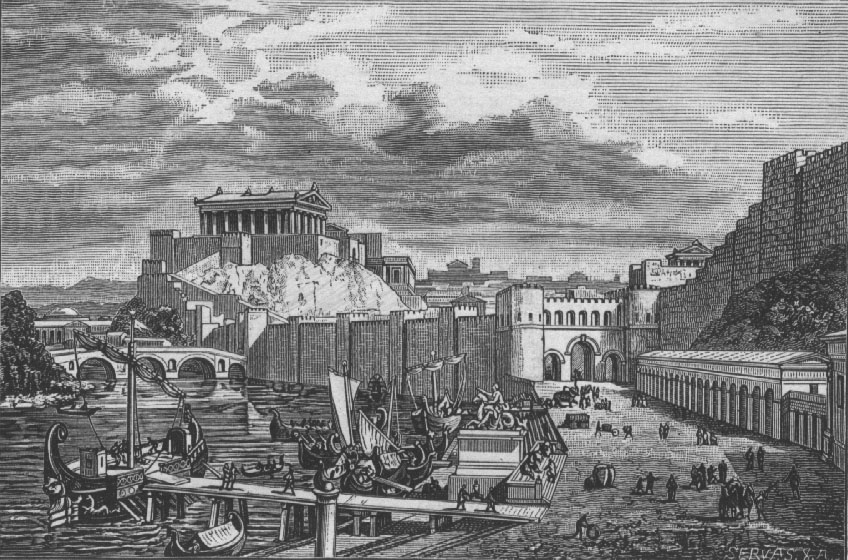
Colina Capitolina en la era republicana.

Las finanzas públicas de la República romana desempeñaron un papel destacado en la política interna y externa de Roma. La fecha tradicional del nacimiento de la República romana se produce durante el año 509 a. C., después de derrocar y expulsar al monarca de Roma y año de consagración del templo de la Tríada Capitolina. Al igual que en los sistemas de ciudades, los asuntos financieros se debatían en público y las cuentas eran públicas, bajo la responsabilidad de los magistrados. Claude Nicolet subraya que en el régimen de ciudades de la República romana, «todos deben participar tanto en las pérdidas como en las ganancias».
Hasta el siglo II a. C., la República se redujo a la ciudad de Roma, con el campo y las ciudades de alrededor. Las necesidades administrativas eran bajas y la ciudad vivía esencialmente del fruto de sus terrenos, el ager publicus. Los gastos ordinarios de la hacienda pública de Roma se cubrían con los ingresos propios del Estado, sin recurrir a un impuesto, signo de servidumbre. Para los gastos extraordinarios, podían introducirse impuestos excepcionales, como el tributario.
Durante la extensión territorial de la República en los siglos I y II a. C., los gastos militares aumentaron considerablemente, pero se cubrieron casi en su totalidad con botines e indemnizaciones de guerra.v 6. La posterior creación de muchas  provincias romanas y de grandes empresas agrícolas aportó la mayor parte de los ingresos de Roma a la ciudad. Roma aprovechó su extensión territorial para exportar su sistema de impuestos y trasladar parte de la carga a las distintas provincias.
A principios del último siglo de la República, la distribución de trigo ocupaba una gran parte de los gastos. Los generales de las guerras civiles romanas se llevaban una gran parte de los ingresos del Estado, que utilizaban para pagar sus campañas militares, y para ello ejercían la máxima presión sobre las provincias.

## Principios y organización general

### Los poderes del poder judicial

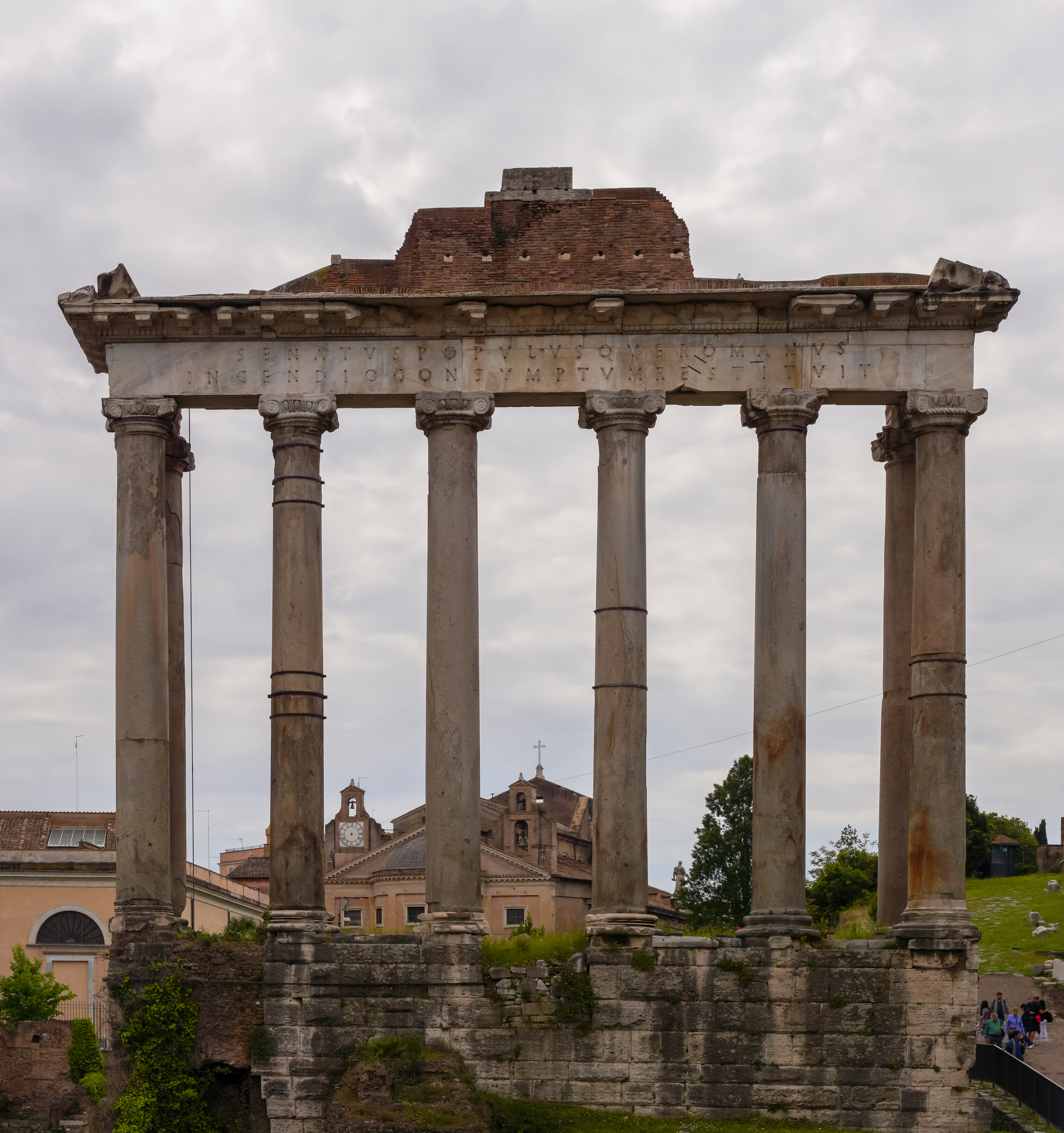
Ruinas del templo de Saturno con el Foro Romano al fondo, lugar en el que se custodiaba el aerarium del estado romano.

Cada cinco años, bajo el control del senado, los censores eran los responsables de una doble ronda de licitaciones o contratos públicos, los ingresos y gastos regulares del Estado.
Cada año, el senado asignaba a los magistrados y promagistrados un cierto presupuesto para su mandato. Estos gastos se cubrían en su mayor parte con los ingresos del ager publicus, y con el tributo hasta el año 167 a. C.
Los censores se ocupaban de los bienes del Estado, los  cónsules podían ordenar ciertos gastos, pero eran los cuestores del aerarium los que se encargaban de los gastos financieros. Algunos magistrados o promagistrados, como los ediles o gobernadores de las provincias, tenían un fondo especial.
Sin embargo, era el senado romano el que controlaba y administraba las finanzas públicas, y auditaba las cuentas quinquenales de los censores y las cuentas anuales de otros magistrados. Las operaciones de contabilidad eran decididas por los distintos magistrados, pero únicamente las realizaban los cuestores, ya sea en Roma o en las provincias. Los magistrados, por su parte, solo disponían de los créditos asignados por el senado y el pueblo.
Hasta finales del siglo I a. C., todas las operaciones se realizabann en Roma. Los cuestores de los gobernadores recibían su presupuesto de los cuestores de la ciudad antes de su partida. Tras el gran aumento del número de provincias romanas y la incorporación de grandes empresas agrícolas, el senado abrió un crédito directamente de las arcas públicas locales para los gobernadores.

### Sociedades públicas
El arrendamiento de los gastos e ingresos estaba muy difundido en todo el mundo griego y se practicó en la República romana por lo menos desde el siglo II a. C. Evitaba la necesidad de una administración tributaria engorrosa, pero al mismo tiempo reducía los ingresos potenciales para el Tesoro y permitía a las personas que recuperaran los beneficios para ejercer presión sobre la población local para maximizar sus ganancias.
La extensión de tierra romana que podía ser arrendada, se conseguía con la creación de organizaciones complejas y sofisticadas: las empresas de los publicanos. Se organizaban sobre una base provincial.

## Gastos e ingresos

### Ingresos

#### Ager publicus
El ager publicus proporcionaba la mayor parte de los ingresos hasta el siglo II a. C. 4 y siguió siendo un ingreso importante hasta el final de la República, a través de un vectigal, una especie de alquiler, pagado al Estado. Además, estaba la scriptura, el derecho a pastar en tierras públicas. También había ingresos procedentes de bosques, minas, canteras, ríos y lagos de dominio público.

#### Eltributum

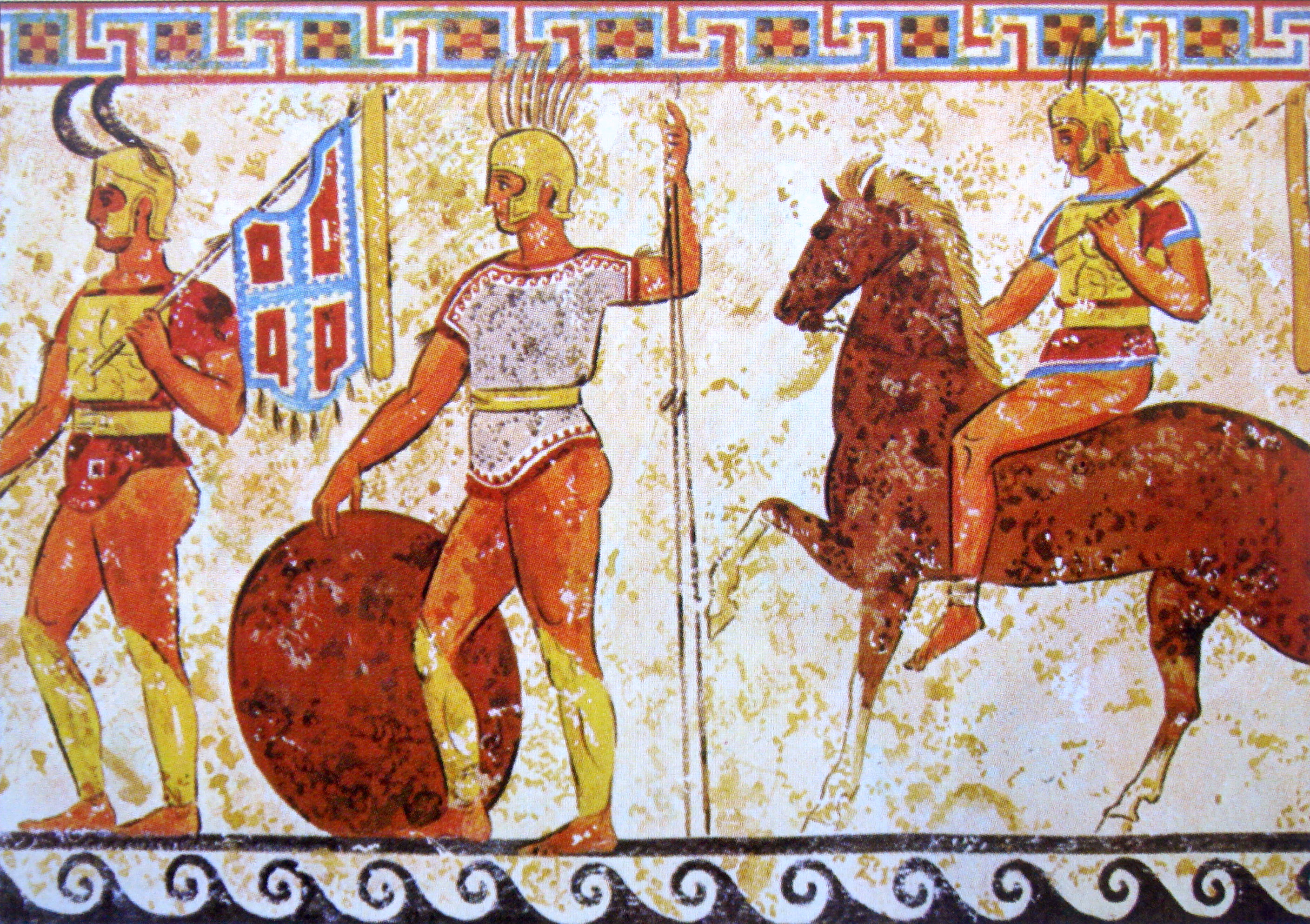
Soldados samnitas, representados en un friso, decorando una tumba de Paestum en Lucania, siglo IV a. C.

El tributo, un impuesto directo excepcional en proporción a la riqueza, no era un impuesto regio, por lo que no era un impuesto que debía ser pagado por los ciudadanos.
Introducido durante el sitio de Veyes (entre los años 406 y 396 a. C.) o más probablemente durante las guerras samnitas (finales del siglo IV a. C.), fue pagado por los ciudadanos que eran «movilizantes» en favor de los que se movilizaban. Se calculaba según el censor, la fortuna declarada por el ciudadano y verificada por los censores. Su cantidad dependía de las necesidades militares de la ciudad, calculadas por los cónsules y validadas por el senado. Es probable que a principios de año se definiera un tributo llamado simplex, y si las necesidades militares lo requirieran, el impuesto podía duplicarse, como en el año 216 a. C. siendo el único ejemplo que se tiene.
Podía ser devuelto —en particular en el 186 a. C., gracias al botín traído por Cneo Manlio Vulsón de la provincia romana de Asia,— e incluso suspendido, como entre los años 167 y 43 a. C., después del triunfo de Lucio Emilio Paulo Macedónico que regresó con un enorme botín. Fue tan abundante que Roma pudo prescindir del tributo de estos ciudadanos, sobre todo porque las provincias aportaban, entonces, cada vez más ingresos. Sin embargo, a pesar de suspender el tributum, los ciudadanos siguieron estando sujetos a otros impuestos indirectos.

### Impuesto sobre el correo
Este impuesto de la vigésima parte, llamado vicesima libertatis, se introdujo en el 357 a. C. y proporcionó una «reserva sagrada» de oro para emergencias.

#### Derechos de aduana y los peajes
Hasta el periodo de los Gracos, fueron los censores los que podían crear y arrendar los derechos de aduana y de peaje que resultaban de la propiedad estatal de los lugares públicos. Entonces, el pueblo solía intervenir para modificar, crear o abolir esos derechos.
Los diversos impuestos indirectos pesaban mucho sobre los ciudadanos en el siglo I a. C., aunque ya no estaban sujetos al tributum. Del 60 al 46 a. C., los derechos de aduana y los peajes fueron suspendidos.

#### Recursos provinciales
Roma extrajo enormes recursos de estas primeras provincias conquistadas: Sicilia, luego Hispania en el siglo III a. C., luego Macedonia, Acaya, Asia en el siglo II a. C., y finalmente Galia, Iliria, África y todas las provincias orientales en el siglo I a. C.
El sistema fiscal aplicado en las provincias variaba de una a otra: en la primera conquista de Sicilia, Roma dejó en vigor el sistema de antes de la conquista, al igual que en Oriente. Este sistema estaba lejos de ser homogéneo, era de un gran complejidad, y lejos de ser percibido como justo.
Hasta el siglo II a. C., el senado de la República romana controlaba los ingresos de las provincias, pero la organización era responsabilidad del magistrado o promagistrado que la conquistaba. En el año 123 a. C., es cuando, por una ley de Cayo Graco se decide la tributación de la provincia de Asia. Durante el primer siglo antes de Cristo, los poderes del senado, los magistrados y el pueblo se interfirieron entre sí.
Como en la Italia romana, se recaudaban derechos de aduana e impuestos sobre los pastos, y las propiedades provinciales fueron arrendadas por los censores. Hispania y Macedonia tenían grandes minas de propiedad estatal.
Además de estos recursos naturales y de los impuestos indirectos similares a los de Italia, existían también impuestos directos: se recaudabann tanto sobre la tierra como sobre las personas, pero Roma los calculaba de forma diferente de una provincia a otra, algunos eran fijos, otros dependían de las cosechas, o ambos.v 22 Además de estos impuestos, algunas provincias estaban sobrecargadas de impuestos como represalia.
Si un ciudadano que vivía en Roma o en Italia estaba exento de tributo entre los años 167 y 43 a. C., lo estaba únicamente por sus propiedades italianas, pero pagaba impuestos diferentes por sus propiedades provinciales.

#### Ejemplo siciliano del diezmo
En los años 132-131 a. C., como cónsul y luego como procónsul, Publio Rupilio, con la ayuda de diez comisionados nombrados por el senado, elaboró un reglamento para la organización de Sicilia como provincia, incluyendo el sistema fiscal. Este último se inspiró fuertemente en el régimen establecido por el tirano Hierón II de Siracusa.

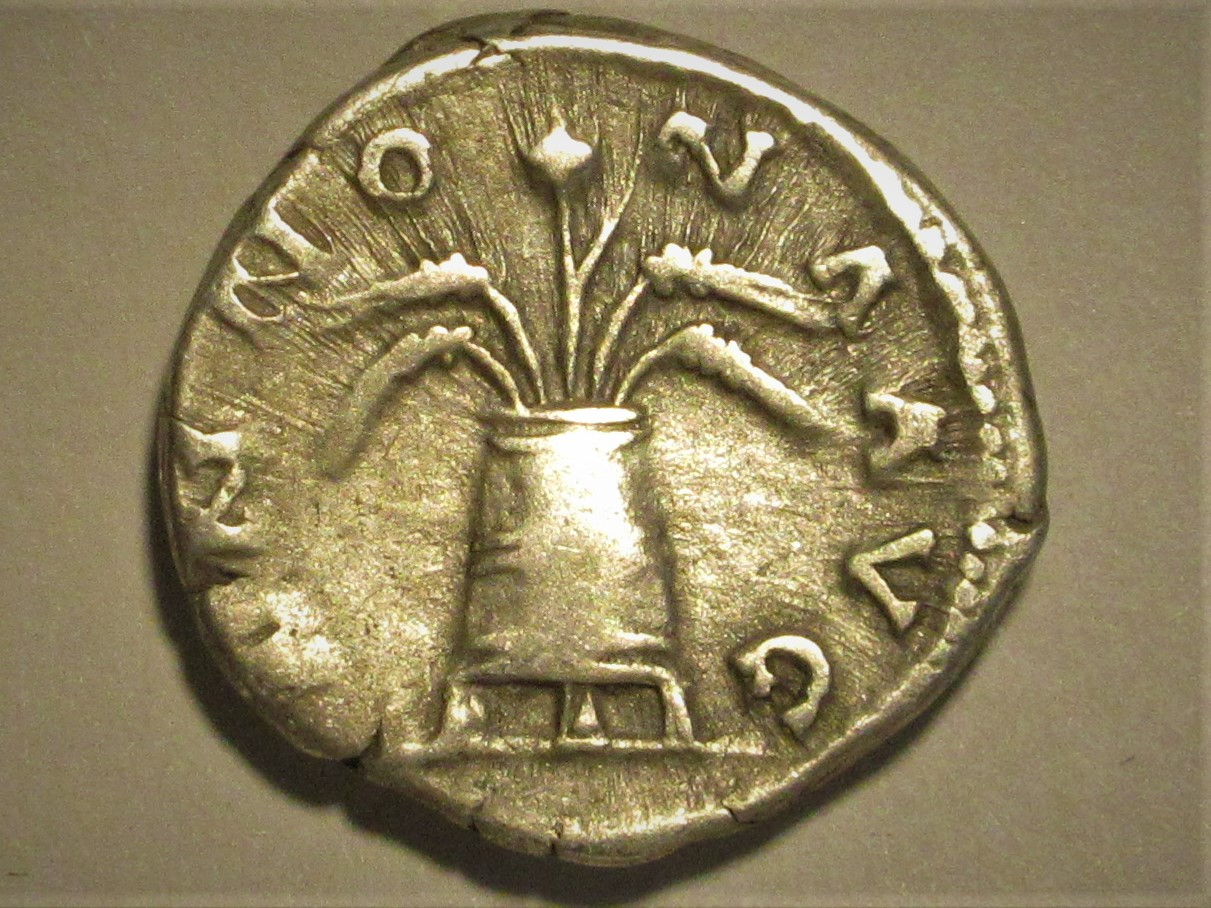
Denario de Adriano representando un modio con cereales y amapola, ANNONA AVG.

El sistema fiscal siciliano se componía, pues, de varios impuestos sobre los distintos cultivos —diezmos de fruta, etc.— que representan una décima parte de los ingresos agrícolas, a los que se añadían los costes adicionales en la época romana. En el siglo I a. C., gracias a una ley de Marco Terencio Varrón Lúculo y Cayo Casio Longino que decretaron que el cereal debía venderse a bajo precio en Roma, se introdujo un segundo diezmo en Sicilia, donde estas cantidades adicionales se pagaron a 3 sestercios el modio. Además de esto, se hacían más compras forzadas a 3.5 sestercios.
Las estimaciones de lo que Sicilia pagó a Roma en cosechas en el primer siglo a. C. son:
- 3 millones de modios como impuesto;
- 3 millones para el segundo diezmo a 3 sestercios;
- 800 milla de compras adicionales por 3,5 sestercios.

La percepción del diezmo se afirma en Sicilia y a particulares, ciudad por ciudad, y no centralizada en Roma a las empresas. El diezmo de un área es subastado por un pretor.

#### Ejemplo de la provincia de Asia
Es una ley del pueblo del 123 a. C., a través de Cayo Graco, que estableció el sistema tributario de la provincia de Asia: previó la adjudicación por Roma de los ingresos fiscales de la provincia: el diezmo, la escritura y la portoria.
Según Cicerón, la organización fiscal de Asia es similar a la de Sicilia. Los derechos de aduana son del 2,5%, a 4, comparado con el 5% en Sicilia. Además, existió un derecho de tránsito, como en Sicilia, compras forzadas de trigo además del diezmo, lo que, según Cicerón, llevó a los abusos.
Los publicanos estaban desangrando la provincia y, a pesar de una queja en el 61 a. C., no fue hasta el 48 o 47 a. C. que se abolió la recaudación de diezmos por parte de los publicanos y se sustituyó por un estipendio, reducido en un tercio del diezmo previamente establecido. Varias ciudades, consideradas «aliadas de Roma», estaban exentas de impuestos.

### Gastos

#### Administración
Los magistrados no eran remunerados pero tenían derecho a prestaciones. Los sueldos de los funcionarios públicos, como escribanos, licenciados, pregoneros, se asignaban a cada colegio de magistrados, así como la compra y mantenimiento de esclavos públicos y empleados temporales para el registro de tierras o la agrimensura.

#### Religión
En los primeros tiempos de la República, los gastos religiosos representaban una gran parte del presupuesto de la ciudad: varios santuarios, colegios de sacerdotes, gastos de culto, fiestas y sacrificios. Los bienes propios de los dioses romanos eran limitados. Las fiestas suplementarias organizadas por los magistrados a menudo recibían un subsidio del Tesoro, si el senado lo aceptaba.
Los gastos religiosos regulares eran pagados por el Tesoro romano, y el mantenimiento de los templos estaba incluido en el mismo que el de los edificios públicos. La mayoría de los nuevos templos se construyeron por iniciativa y a expensas de un magistrado, con su riqueza o botín, pero el mantenimiento pasaba a ser responsabilidad del Tesoro.

#### Justicia
Al igual que los gastos administrativos, los judiciales eran muy limitados. Jueces, senadores o équites, sin remuneración, servían como jueces o jurados. El Estado únicamente pagaba al personal subalterno y algunas recompensas excepcionales.

#### Obras públicas
El mantenimiento de los monumentos públicos estaba incluido en los gastos ordinarios que se renovaban cada año, y las construcciones se añadían a la asignación excepcional del Tesoro. Esta era la responsabilidad de los censores, quienes estimaban los gastos necesarios, bajo la responsabilidad del senado, y estos gastos se fijaban cada cinco años. En ausencia de censores, esta responsabilidad se dividía entre los cónsules y posiblemente el pretor urbano.
La mitad de los ingresos podían asignar a obras públicas, que por lo general representaban la mayor parte del total de los gastos ordinarios.

#### Gastos militares
La creación y mantenimiento de las legiones romanas era una fuente de gasto extraordinario. El ejército consular no era permanente y no podía haber legiones levantadas en un año determinado. Por lo tanto, las consignaciones para gastos militares variaban de un año a otro.
Los costos incluían la paga y el equipo de la legión, el armamento y el equipo de la flota, y diversos suministros y provisiones. Los contingentes aliados, que pronto constituyeron más de la mitad del ejército, estaban a expensas de las ciudades que los proporcionaban.
Los gastos militares fueron estimados por los cónsules y votados por el senado, y normalmente estaban cubiertos por el tributum.

#### Annona
Las distribuciones de trigo a precios subvencionados fueron episódicas hasta el año 123 a. C., se hacían permanentes como resultado de la ley Sempronia, y concernían a todos los ciudadanos romanos. Estas distribuciones se hicieron libres en el 58 a. C., cuando Publio Clodio Pulcher votó a favor de la gratuidad completa.
El costo de estas distribuciones, especialmente durante las guerras civiles romanas, debió haber sido considerable. Pompeyo, luego Julio César y finalmente Augusto redujeron la lista de beneficiarios.

#### Relaciones exteriores
La recepción y el alojamiento en embajadas extranjeras o, por el contrario, el envío de embajadas, delegaciones, recompensas y regalos implican gastos extraordinarios.

## Algunos elementos históricos

### Desde los primeros siglos republicanos
El tributum fue creado durante el sitio de Veyes (entre el 406 y el 396 a. C.) o más probablemente durante las guerras samnitas (finales del siglo IV a. C.).
Roma se enriqueció en los siglos IV y II a. C., como resultado del crecimiento del territorio romano durante este tiempo. Roma era entonces propietaria del 20% de la tierra de la península. Parte de la tierra conquistada se convirtió en propiedad del Estado para formar el ager publicus.
En el año 357 a. C., se introdujo el impuesto sobre el correo para proporcionar una «reserva sagrada» de oro para emergencias, que se debía por una sociedad que se había convertido en parcialmente esclavista.
La República comenzó a realizar ataques regulares durante las guerras pírricas en Italia, hasta entonces solo con ataques esporádicos. En el 269 a. C., la primera moneda de plata se fundió en Roma.

## Segunda guerra púnica

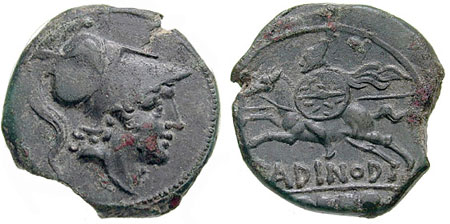
Una moneda romana emitida durante la segunda guerra púnica (218–201 a. C.) que muestra (anverso) el dios de la guerra Marte y (reverso) probablemente la primera imagen de un soldado de caballería romano de la era republicana.

La segunda guerra púnica estuvo marcada por numerosas devaluaciones sucesivas de las monedas de plata, el cuadrante, y las monedas de bronce, el as. La creación de una moneda de plata, el denario, e incluso la acuñación de monedas de oro, un signo de emergencia. Como el sueldo se calculaba sobre el as, el estado reducía sus gastos devaluando la moneda de bronce.
El tributo fue, en principio, el único recurso disponible para financiar la guerra, pero la segunda guerra púnica requirió tantos hombres movilizados que redujo enormemente el número de ciudadanos movilizados, pero no movilizados, que pagaron el tributo. En el año 214 a. C., de un cuerpo cívico de 270.000 ciudadanos movilizables, solo quedaban 170.000 para pagar el tributo. La tasa impositiva, que variaba según las necesidades, no podía ser aumentada sin cesar. En el 210 a. C. estalló una revuelta tras el anuncio de una contribución adicional para equipar a la flota.
La crisis provocada por las primeras derrotas de la segunda guerra púnica hizo a los romanos utilizar una serie de recursos financieros, similares a los utilizados en el mundo griego:
- En el 216 a. C., Roma pidió prestado dinero y trigo a Hierón II de Siracusa.[51]
- Ese mismo año se creó un triunvirato bancario público a imagen y semejanza del mundo griego, llamado triumviri mensarii.
- En el año 215 a. C., el Estado tomó prestado de los publicanos con reembolso debido al final de la guerra, a cambio de unas garantías adicionales.[52]
- En el año 214 a. C., fueron los más ricos, incluidos los senadores, los que pagaban el equipamiento de la flota.[53]
- Ese mismo año se suspendió el gasto en obras públicas y el Estado únicamente pagó a los propietarios de esclavos alistados y recuperó el dinero de las viudas y los huérfanos, a cambio del compromiso de cubrir su necesidad.[54]
- En el 210 a. C., senadores y équites donaron voluntariamente joyas y metales preciosos.[55] Este préstamo fue devuelto desde el 204 a. C. en adelante, parte del mismo con tierras públicas.[56]
- En el año 209 a. C., el senado llamó a «tesoro sagrado», la reserva de oro.[57]
- En el año 205 a. C., se pidió nuevamente a los contribuyentes voluntarios que pagaran por el ejército que iba a África.[58]
- Ese mismo año fueron vendidas gran parte de las tierras públicas.[59]

Los romanos se familiarizaron con estas técnicas financieras que se usaban en el mundo griego, durante la segunda guerra púnica. Una vez que la guerra contra Cartago terminó, y las finanzas fueron restablecidas por la victoria, estas técnicas enriquecieron y perfeccionaron el sistema financiero romano.

### Primera mitad delsigloIIa.C.
Después de la segunda guerra púnica, hasta mediados del siglo II a. C., los principales ingresos del Tesoro provenían de:
- de los botines de guerra de los derrotados: Cartago, Macedonia, las ciudades griegas, el imperio seléucida, el pueblo galo...
- de las ganancias de las minas de Hispania;
- de los diezmos de Sicilia e Hispania.

En el año 187 a. C., el botín traído de vuelta por Cneo Manlio Vulsón después de su victoria sobre los gálatas permitió reembolsar el tributo pagado el año anterior.a 2. En el año 167 a. C., el enorme botín traído de vuelta de Macedonia por Lucio Emilio Paulo Macedónico permitió que se suspendiera el tributo para los ciudadanos.
Las tres cuartas partes de los gastos totales de la República durante este período fueron militares, ya que Roma estaba permanentemente involucrada en muchas guerras, pero la gran mayoría se cubrieron con botines de guerra e indemnizaciones de guerra.

### Desde mediados delsigloIIa mediados delsigloIa.C.
En los años 148 y 146 a. C. Macedonia y Acaya se convirtieron en provincias romanas, y en el mismo año se añadió la conquista de África, con Asia (provincia romana)|Asia en el 133 a. C. como legado. El sistema tributario de Sicilia se reorganizó en el 132 a. C.
Del 96 al 74 a. C., Cirene y luego Bitinia se añadieron a las tierras romanas.
A partir del año 123 a. C., la distribución de trigo a precios subvencionados se hizo permanente y afectó a todos los ciudadanos romanos. El peso de estas distribuciones en el presupuesto aumentó considerablemente durante las guerras civiles, hasta que se liberó en el 58 a. C.

### Últimas guerras civiles republicanas
Las guerras civiles permanentes hicieron las finanzas públicas en la última etapa de la República romana.
Entre el 49 y el 46 a. C., durante la guerra civil entre César y Pompeyo, la República se partió en dos, al igual que el presupuesto. Incluso se dividió en tres entre el 44 y el 36 a. C., y luego otra vez en dos hasta la cuarta guerra civil de la República romana.
Los generales recaudaron gran parte de los ingresos del Estado, que utilizaban para pagar sus campañas militares, y las provincias romanas fueron presionadas al máximo por los diversos protagonistas de las guerras civiles republicanas.